# Immortal Souls
 (janvier 2021).
Si vous disposez d'ouvrages ou d'articles de référence ou si vous connaissez des sites web de qualité traitant du thème abordé ici, merci de compléter l'article en donnant les références utiles à sa vérifiabilité et en les liant à la section « Notes et références ».
 (janvier 2021).
La mise en forme du texte ne suit pas les recommandations de Wikipédia : il faut le « wikifier ».
Les points d'amélioration suivants sont les cas les plus fréquents. Le détail des points à revoir est peut-être précisé sur la page de discussion.
- Les titres sont pré-formatés par le logiciel. Ils ne sont ni en capitales, ni en gras.
- Le texte ne doit pas être écrit en capitales (les noms de famille non plus), ni en gras, ni en italique, ni en « petit »…
- Le gras n'est utilisé que pour surligner le titre de l'article dans l'introduction, une seule fois.
- L'italique est rarement utilisé : mots en langue étrangère, titres d'œuvres, noms de bateaux, etc.
- Les citations ne sont pas en italique mais en corps de texte normal. Elles sont entourées par des guillemets français : « et ».
- Les listes à puces sont à éviter, des paragraphes rédigés étant largement préférés. Les tableaux sont à réserver à la présentation de données structurées (résultats, etc.).
- Les appels de note de bas de page (petits chiffres en exposant, introduits par l'outil «  Source ») sont à placer entre la fin de phrase et le point final[comme ça].
- Les liens internes (vers d'autres articles de Wikipédia) sont à choisir avec parcimonie. Créez des liens vers des articles approfondissant le sujet. Les termes génériques sans rapport avec le sujet sont à éviter, ainsi que les répétitions de liens vers un même terme.
- Les liens externes sont à placer uniquement dans une section « Liens externes », à la fin de l'article. Ces liens sont à choisir avec parcimonie suivant les règles définies. Si un lien sert de source à l'article, son insertion dans le texte est à faire par les notes de bas de page.
- La présentation des références doit suivre les conventions bibliographiques. Il est recommandé d'utiliser les modèles {{Ouvrage}}, {{Chapitre}}, {{Article}}, {{Lien web}} et/ou {{Bibliographie}}. Le mode d'édition visuel peut mettre en forme automatiquement les références.
- Insérer une infobox (cadre d'informations à droite) n'est pas obligatoire pour parachever la mise en page.

Pour une aide détaillée, merci de consulter Aide:Wikification.
Si vous pensez que ces points ont été résolus, vous pouvez retirer ce bandeau et améliorer la mise en forme d'un autre article.
Immortal Souls est un groupe de death metal mélodique, originaire de Kokkola (Finlande), formé en 1991. Ils ont sorti un album split ainsi que leur premier album sur Little Rose Productions à la fin des années 1990 et au début des années 2000. En 2002, ils signent avec le label néerlandais Fear Dark qui sort son deuxième et troisième album ainsi qu'une compilation. Ils se sont produits au Tuska Open Air Metal Festival. Leur style musical se caractérise par l'utilisation de riffs de guitare mélodiques et de chant qui oscille entre death growls et cris. Leur musique est souvent qualifiée de "winter metal" (metal d'hiver) depuis qu'Immortal Souls utilise des métaphores glaciales dans ses paroles et crée généralement une atmosphère froide et hivernale. L'album Wintereich est sorti en 2007 en Europe sur Dark Balance et aux USA via Facedown Records.

## Biographie

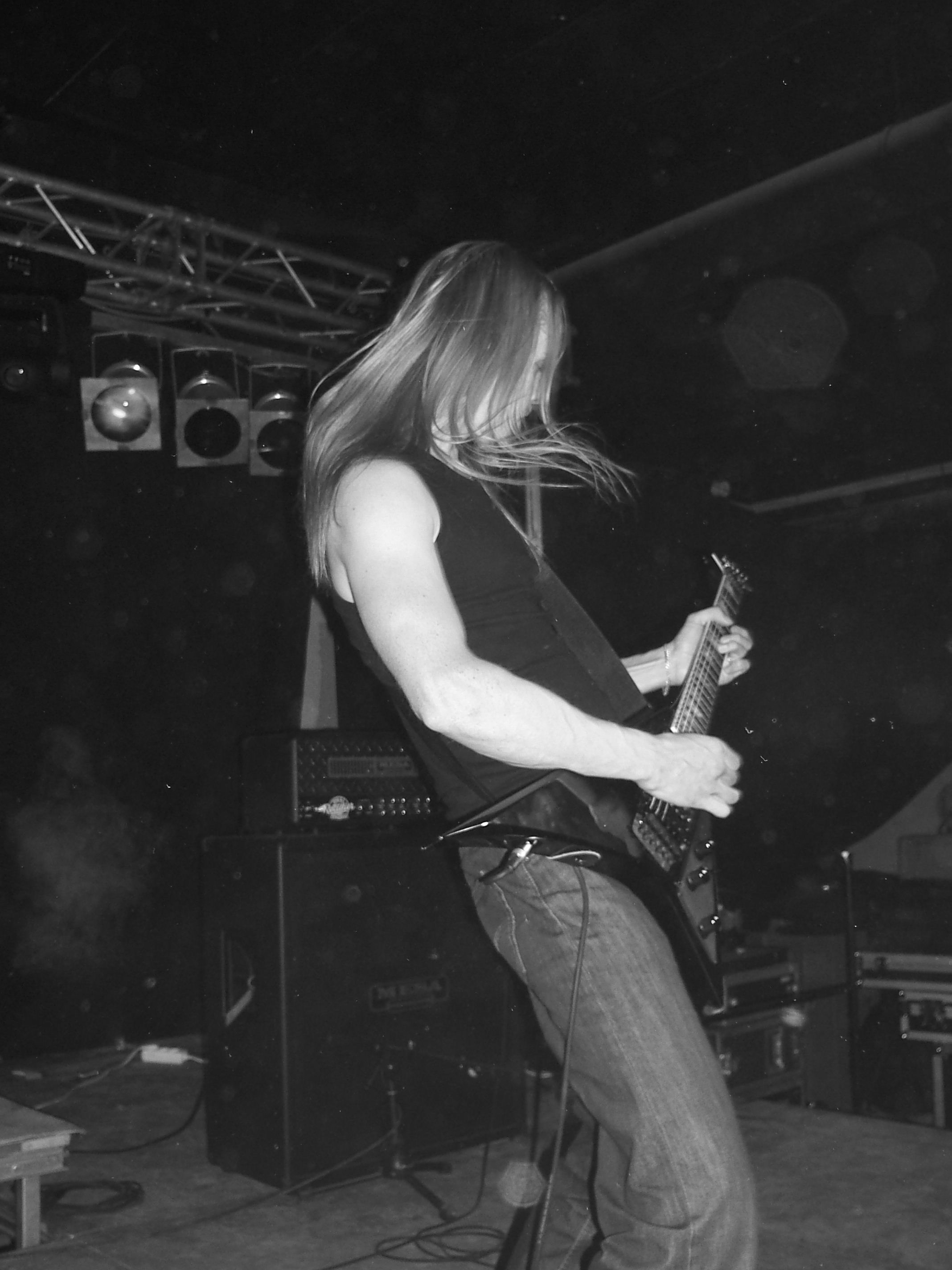
Esa Sarkioja au Metalfest 2007 de Bad Hersfeld (Allemagne)

### Débuts
En décembre 1991, Aki Särkioja (basse, chant) et Esa Särkioja (guitare) fondent Immortal Souls. Pendant les années 1992-1994, Immortal Souls enregistre des cassettes démos, dont une intitulée Vision of Hell (1993). Ces démos n'ont jamais été officiellement publiées. En 1994, le batteur Antti Nykyri rejoint le groupe. En fin janvier 1995, le groupe enregistre une démo éponyme qui contient six chansons. 100 copies en sont produites. Elle contient du heavy metal simple avec un chant guttural. À partir de cette démo, toutes les pochettes d'albums du groupe auront un thème hivernal. Nykyri quitte le groupe après un an pour des raisons personnelles.

### Période Doom Metal
Au cours des années 1995-1996, Immortal Souls écrit de nouvelles chansons et façonne leur style musical. À l'époque, les membres du groupe étaient intéressés par le doom metal, et c'est sous cette influence qu'ils enregistrent leur démo la plus déprimante et oppressante, Reflections of Doom, en novembre 1996. La chanson "Realm Of Hatred" est la plus élégante de ces expériences de doom metal. Pour cette démo, le groupe a dû utiliser une boîte à rythmes, leur nouveau batteur Jupe Hakola ayant signé quelques mois après l'enregistrement. La chanson « Hate Sender » est publiée sur le disque vinyle de 7 pouces du zine TOB. La chanson « I Am Me » se retrouve plus tard sur l'album de compilation From Kaamos To Midnight Sun. Les chansons "Hate Sender", "I Am Me" et "Realm of Hatred" voient plus tard le jour sur l'album de compilation Once Upon A Time In The North en versions remasterisées.

### Ère Little Rose

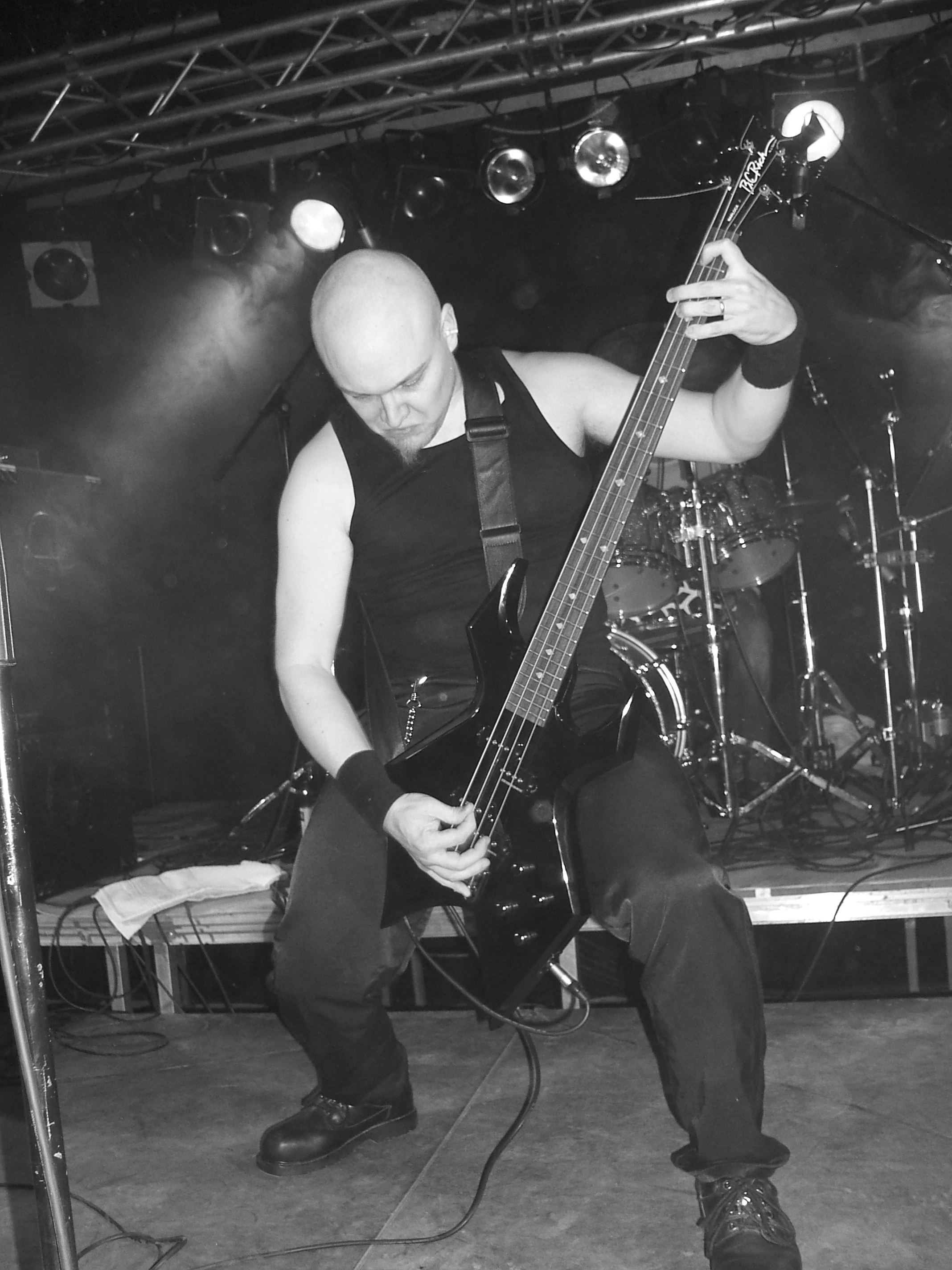
Le bassiste-chanteur Aki Särkioja au Metalfest 2007 à Bad Hersfeld

Après la sortie des démos, Immortal Souls signe un contrat avec le label finlandais Little Rose Productions. À cette époque, le groupe a déjà abandonné ses influences doom metal au profit d'un death metal mélodique et rapide et l'hiver devient le thème central de leurs paroles. Leur premier enregistrement sous ce nouveau style, l'EP Divine Wintertime, sort en 1998 sous forme d'album split avec l'EP Through the Woods, Towards the Dawn du groupe de dark metal Mordecai. Cette publication est très appréciée parmi fans de métal et la chanson « Snow Soul » devient l'une des chansons les plus populaires d'Immortal Souls.
Avec la multiplication des concerts, le groupe recrute un nouveau membre. Pete Loisa (guitare rythmique) rejoint le groupe en 2000 alors que le groupe s'apprête à enregistrer son premier album studio complet. Enregistré en février 2000 au Studio Watercastlen, l'EP The Cleansing donne un avant-goût du premier album, Under the Northern Sky qui sort en 2001. Il est peut-être encore à ce jour l'album le plus acclamé du groupe. À cette période, Little Rose Productions ferme ses activités et le groupe doit chercher un autre éditeur.

### Ère Fear Dark

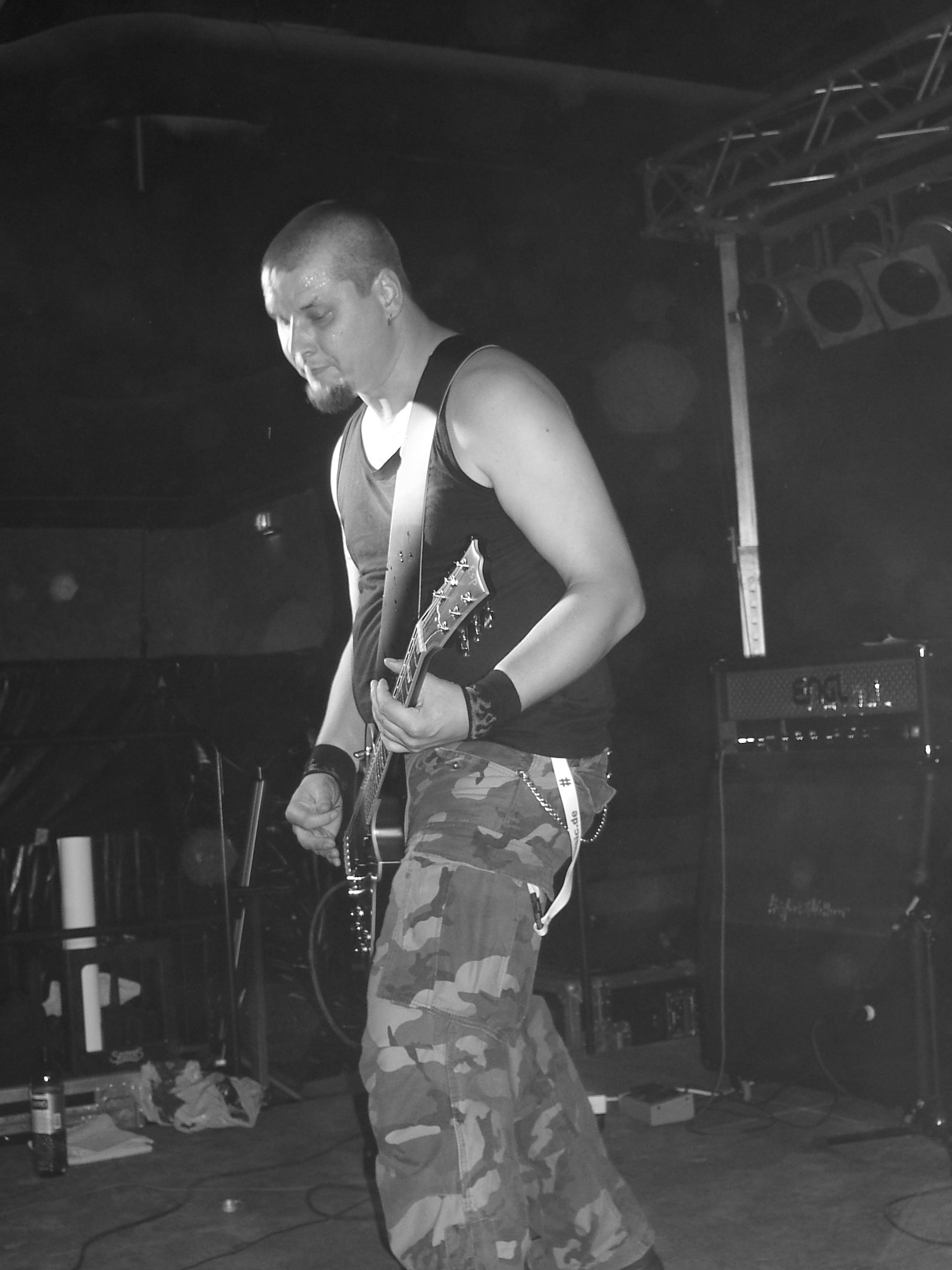
Pete Loisa au Metalfest 2007 à Bad Hersfeld

Immortal Souls avait déjà des relations (en tant que distributeur) avec le label néerlandais Fear Dark, ce qui facilite l'accord à la fois pour le groupe et pour la maison de disques. Après avoir signé l'accord, le groupe tourne en Europe centrale. Ils deviennent des habitués des événements annuels de la maison de disque, le Fear Dark Fest. Après la tournée, le groupe compose de nouveaux morceaux et en novembre 2002, ils enregistrent le prochain album, Ice Upon the Night, au Studio Sonic Pump. Cet album fait mieux connaître le groupe en Finlande et ouvre la possibilité de se produire au festival de métal Tuska Open Air à Helsinki. Cet album est distribué aux États-Unis et au Canada par Facedown Records en 2004.
Le groupe donne des concerts occasionnels tout au long de l'année. Le batteur Jupe Hakola quitte le groupe et est remplacé par Jukka-Pekka Koivisto. Ce dernier doit partir après une tournée Allemagne-Suisse pour se consacrer au nouvel album de son autre groupe, Silent Voices. Le groupe trouve un nouveau batteur dans le cercle de ses amis proches, au début de 2005, lorsque Juha Kronqvist les rejoint. Leurs publications ayant été épuisées depuis longtemps, Fear Dark décide de les publier sous forme de versions remasterisées sur le double disque compilation Once Upon A Time In The North à la fin de 2005. À la demande du label, Aki Särkioja écrit l'historique de la publication dans le livret de l'album.

### Wintereich et The Requiem for the Art of Death
Le groupe commence à écrire de nouveaux morceaux tout en donnant quelques concerts. En 2006, Immortal Souls annonce sur son site Web qu'ils travaillaient sur un album concept qui s'appellerait Wintereich et entre en studio en décembre 2006. L'album est masterisé lors du premier trimestre de 2007. Le nouveau label Dark Balance sort Wintereich le 1er juin 2007. Comme l'album Ice Upon The Night en 2004, Wintereich est distribué par Facedown Records et sort aux États-Unis le 21 août 2007.
Le 22 mai, il est annoncé que le groupe travaille sur un album intitulé The Requiem for the Art of Death. 

### Ère Rottwelier Records
Le 24 mars 2015, Immortal Souls sort son nouvel album, Wintermetal, via Rottweiler Records.

## Caractéristiques
La musique d'Immortal Souls se résume typiquement à un death metal scandinave mélodique rapide et technique. Les solos de guitare font partie de l'accompagnement à la fois des lignes de chant ainsi que des riffs de virtuoses et des techniques de jeu rapides. Les riffs, les tons et les licks sont mélodiques et se limitent aux harmonies classiques. Le guitariste soliste, Esa Särkioja, interprète généralement "un jeu de riffs mélodique sombre avec des sous-courants power metal". 

## Discographie
Démos 
- Immortal Souls(1995)
- Reflections of Doom (1997)

EP 
- Divine Wintertime/Through the Woods, Towards the Dawn (1998; EP split avec Mordecai)
- The Cleansing (2000)

Compilations 
- Once Upon a Time in the North  (2005)

Albums studio 
- Under the Northern Sky (2001)
- Ice Upon the Night (2003)
- Ice Upon the Night - Version américaine (2004)
- Wintereich (2007)
- IV:The Requiem for the Art of Death (2011)
- Wintermetal (2015)

Apparitions sur compilations
- From Kaamos To Midnight Sun (1998)
- The Cold Northwind (2001)
- Facedown Records Metal + Hardcore Sampler CD (2003)
- Hard Music Sampler (2004)
- Sampler 2004 Facedown Distribution (2004)
- Extreme Music Sampler Volume 6 (2004)
- Something Worth Fighting For (2007)
- Facedown Records Sampler (2007)
- Thorns, Horns & Barbwire (2008)
- Repossession: A Christmas Album (2014)
- United We Skate Benefit Comp - Vol. 5 Metal (2015)
- Meltdown Echoes of Eternity (2016)
- The Bearded Dragon's Sampler: Third Times a Charm (2017)
- Extreme Music Sampler Volume 1

## Membres
Les membres actuels
- Aki Särkioja - chant, basse (1991-présent)
- Esa Särkioja - guitare soliste (1991-présent)
- Marko Pekkarinen - guitare rythmique (2011-présent)
- Juha Kronqvist - batterie (2005-présent)

Anciens membres
- Antti Nykyri - batterie (1994–1995)
- Jupe Hakola - batterie (1996–2004)
- Jukka-Pekka Koivisto - batterie (2005)
- Pete Loisa - guitare rythmique (2000–2010)

Chronologie
1. 1 2 3 4 5 6  Zaqueo, « Immortal Souls », Encyclopaedia Metallum, 21 août 2002 (consulté le 25 janvier 2016)
2. ↑  Immortal Souls: “The Requiem for the Art of Death” Some Details Revealed Untombed. May 22, 2011

- Van Pelt, « Indie Album Reviews: IMMORTAL SOULS / MORDECAIB », HM Magazine, no 77,‎ mai–juin 1999 (ISSN 1066-6923, lire en ligne [archive du 13 juillet 2001], consulté le 24 avril 2007)